# Associazione Sportiva Dilettantistica Castelsardo
L'Associazione Sportiva Dilettantistica Castelsardo, meglio nota come Castelsardo Calcio o semplicemente Castelsardo, è una società calcistica italiana con sede a Castelsardo in provincia di Sassari.
Ha raggiunto il suo punto massimo negli anni novanta disputando diversi campionati di quarta serie. Nella stagione 2024-2025 disputa il campionato di Promozione.

## Storia
Nel 1958 nacque a Castelsardo la U.S. La Rocca che, partecipando ai campionati CSI fino al 1962, rappresentò la cittadina in ambito calcistico. Per la stagione 1962-1963 l'Unione Sportiva La Rocca prenderà parte alla prima stagione FIGC, nel campionato di Seconda Categoria, in girone E. Due anni dopo, a partire dalla stagione 1964-1965, una nuova squadra castellanese prenderà parte al campionato di Terza Categoria: si è costituita anche una seconda società, il Gruppo Sportivo Castelsardo (nota con il nome di La Punta), che dalla stagione successiva ha partecipato al Campionato FIGC di Terza Categoria. Nell'estate del 1967 le due società si uniranno, a costituire l'Unione Sportiva Dilettantistica Castelsardo.
Passeranno tre anni per vedere il primo trionfo e la prima promozione in Prima Categoria, nella quale permarrà due soli anni e tornerà nella stagione 1976-1977. Quattro anni dopo il primo trionfo in Prima Categoria porterà il Castelsardo a militare in Promozione, l'allora massimo livello regionale, fino ad essere ammessa al nuovo campionato di Eccellenza dopo il campionato di Promozione Sardegna 1990-1991: il Castelsardo sarà la prima squadra sarda a vincere il nuovo campionato di Eccellenza, nella stagione 1991-1992. A partire dalla stagione 1992-1993, l'U.S. Castelsardo permarrà per 7 stagioni consecutive in Serie D, retrocedendo nel 1999 e tornandovi nel 2008 come semifinalista della Coppa Italia Dilettanti, dopo aver vinto la Coppa Italia Dilettanti Sardegna.
Rimarrà in quarta serie fino al 2010, anno nel quale tornerà in Eccellenza, dalla quale retrocederà in Promozione nella stagione 2015-2016, dopo stagioni altalenanti tra le due massime serie regionali. Nella stagione di Promozione Sardegna 2016-2017, il Castelsardo si salverà ai play-out.
Nel 2018 l'Unione Sportiva Dilettantistica Castelsardo si fonde con il Li Punti, trasferendo a Sassari l'attività per disputare l'Eccellenza, ma andando via dalla città castellanese.
Nel 2019 un gruppo fuoriuscito dalla società Giglio, unica squadra rimasta nel comune dell'Anglona, decide di riformare una squadra che prendesse l'eredità storica della società rossoblù e fonda così l'Associazione Sportiva Dilettantistica Castelsardo, riesumando lo stemma della vecchia società e ripartendo dalla Terza Categoria. L'anno successivo ottiene la promozione in Seconda Categoria. Nella stagione 2021-2022, dopo un torneo dominato dall'inizio alla fine, ottiene la promozione in Prima Categoria.

## Colori e simboli

### Colori
I colori della maglia dell'Associazione Sportiva Dilettantistica Castelsardo sono il rosso ed il blu.

### Simboli ufficiali

#### Stemma
Lo stemma è uno scudo semplice, di cornice blu e fondo rosso, sopra il quale campeggia la scritta bianca su fondo blu A.S.D. Castelsardo ed all'interno del quale si trova il simbolo della cittadina: il castello aragonese.

## Strutture
Lo stadio del A.S.D. Castelsardo è il campo comunale, che si trova in via Sedini.

## Palmarès

### Competizioni regionali
Il Castelsardo è una delle tre squadre sarde, insieme al Carloforte e al Budoni, ad aver vinto almeno una volta tutti e cinque i livelli del calcio regionale isolano.

#### Campionati
(I livello) - Eccellenza: 1 
1991-1992
(II livello) - Prima Categoria / Promozione: 4
1979-1980 (girone D), 1987-1988 (girone E), 2001-2002 (girone B), 2013-2014 (girone B)
(III livello) - Seconda Categoria: 2 
1970-1971 (girone D), 1975-1976 (girone D)
(IV livello) - Seconda Categoria: 1 
2021-2022 (girone H)
(V livello) - Terza Categoria: 1 
2019-2020 (girone F)

#### Coppe
Coppa Italia Dilettanti Sardegna: 1 
2006-2007
Supercoppa Sardegna: 1
2006-2007
Supercoppa di Terza Categoria Sardegna: 1
2019-2020

### Altri piazzamenti
- Serie D:

Secondo posto: 2007-2008 (girone G)
- Eccellenza:

Secondo posto: 2004-2005
Terzo posto: 2006-2007
- Coppa Italia Dilettanti:

Semifinalista: 2006-2007
- Coppa Italia Dilettanti Sardegna:

Finalista: 2002-2003, 2014-2015

## Tifoseria
L'attuale tifoseria del Castelsardo è capeggiata dal gruppo Nuova Armata XII Castelsardo, che prende le orme della vecchia Armata Rossoblu.

### Gemellaggi e rivalità
L'Armata Rossoblu sosteneva un gemellaggio con i Brigadores di Nulvi, rinnovato in un'amicizia conseguita ultimamente dalla Nuova Armata.
Mentre la più agguerrita rivalità è contro i vicini di Valledoria.
Il derby contro i Valledoriani è stato disputato in gare ufficiali per 37 volte(dal 1967 al 2024), 8 in Eccellenza, 5 in Coppa Italia Regionale Eccellenza, 12 in Prima Categoria e 12 in Seconda Categoria :
15 Vittorie Castelsardo
 12 pareggi
 10 Vittorie Valledoria 
 50 gol fatti Castelsardo 
 37 gol fatti Valledoria